# Rumi Michita
Rumi Michita (jap. 道田 るみ, Michita Rumi; * 20. Februar 1969 in Hokkaidō) ist eine japanische Curlerin. 
Ihr internationales Debüt hatte Michita bei der Pazifikmeisterschaft 1991 in Sagamihara, wo sie die Goldmedaille gewann. 
Michita war Ersatzspielerin der japanischen Mannschaft bei den XVI. Olympischen Winterspielen 1992 in Albertville im Curling. Die Mannschaft belegte den achten Platz.

## Erfolge
- Pazifikmeisterin 1991